# Riverside (Missouri)
Riverside é uma cidade localizada no estado americano de Missouri, no Condado de Platte.

## Demografia
Segundo o censo americano de 2000, a sua população era de 2979 habitantes.
Em 2006, foi estimada uma população de 2964, um decréscimo de 15 (-0.5%).

## Geografia
De acordo com o United States Census Bureau tem uma área de
14,7 km², dos quais 13,8 km² cobertos por terra e 0,9 km² cobertos por água.

## Localidades na vizinhança
O diagrama seguinte representa as localidades num raio de 8 km ao redor de Riverside.